# Quendorf
Quendorf là một đô thị thuộc Cộng đồng chung (Samtgemeinde) Schüttorf ở tây nam Niedersachsen. Năm 1971, Quendorf đã gia nhập thị xã Schüttorf cùng với các cộng đồng Drievorden, Engden, Neerlage, Ohne, Samern, Suddendorf và Wengsel và Cộng đồng chung Schüttorf.